# Niji-iro no Sneaker
Niji-iro no Sneaker (虹色のSneaker?, Niji-iro no Sneaker, "sneaker color arcobaleno) è un brano musicale di Megumi Hayashibara, scritto da Midori Karashima e Yui Nishiwaki, e pubblicato come singolo il 5 marzo 1991 dalla Starchild Records. Il brano è stato incluso nell'album Half and half.
Il singolo raggiunse la posizione numero 43 della classifica settimanale Oricon, dove rimase per due settimane, vendendo circa 11 000 copie.
Niji-iro no Sneaker è stato utilizzato per dodici anni come sigla di apertura della trasmissione radiofonica Megumi Hayashibara Heartful Station, sino al 2003 quando è stato sostituito con il brano Makenaide, Makenaide....
Il brano è stato oggetto di cover da parte di Kugimiya Rie.

## Tracce
Vinile 45 giri KIDA-15
1. Niji-iro no Sneaker (虹色のSneaker?) - 4:16
2. Koi No Scramble Race (恋のScramble Race?) - 3:52

Durata totale: 8:10

## Classifiche
| Classifica (1991)                        | Posizione più alta |
| ---------------------------------------- | ------------------ |
| Giappone (Classifica settimanale Oricon) | 43                 |